# Oermeervallen
Oermeervallen (Diplomystidae) zijn een familie van straalvinnige vissen uit de orde van Meervalachtigen (Siluriformes).

## Taxonomie
De volgende geslachten zijn bij de familie ingedeeld:
- Diplomystes Bleeker, 1858
- Olivaichthys Arratia, 1987